# Galumna jacoti
Galumna jacoti är en kvalsterart som beskrevs av Robert A.Wharton 1938. Galumna jacoti ingår i släktet Galumna och familjen Galumnidae. Inga underarter finns listade i Catalogue of Life.